# Campynemanthe viridiflora
Campynemanthe viridiflora är en enhjärtbladig växtart som beskrevs av Henri Ernest Baillon. Campynemanthe viridiflora ingår i släktet Campynemanthe och familjen Campynemataceae. Inga underarter finns listade.